# Sender Rauchkofel
Der Sender Rauchkofel der Österreichischen Rundfunksender GmbH befindet sich auf dem 1.910 Meter hohen Rauchkofel südlich der Stadt Lienz.
Der 55 Meter hohe freistehende Stahlfachwerkturm ist der wichtigste Sender zur Versorgung von Osttirol mit Rundfunk- und Fernsehsignalen und deckt daneben Teile Kärntens, insbesondere das Mölltal, ab. Zur Versorgung des Senders wurde eine eigene Seilbahn errichtet.

## Frequenzen und Programme

### Analoger Hörfunk (UKW)
| Frequenz (MHz) | Programm      | RDS PS    | Senderlogo | RDS PI | Regionalisierung | ERP (kW)      | Antennendiagramm rund (ND)/gerichtet (D) | Polarisation horizontal (H)/vertikal (V) |
| -------------- | ------------- | --------- | ---------- | ------ | ---------------- | ------------- | ---------------------------------------- | ---------------------------------------- |
| 89,3           | Ö1            | __OE_1__  |            | A201   | –                | 2,6 (1,3/1,3) | D (250°–100°)                            | H / V                                    |
| 93,8           | Radio Kärnten | RADIO-K_  |            | A502   | Kärnten          | 2,6 (1,3/1,3) | D (250°–100°)                            | H / V                                    |
| 95,9           | Radio Tirol   | ORF Tirol |            | AA0A   | Tirol            | 2,6 (1,3/1,3) | D (250°–100°)                            | H / V                                    |
| 99,3           | Hitradio Ö3   | __OE_3__  |            | A203   | –                | 2,6 (1,3/1,3) | D (250°–100°)                            | H / V                                    |
| 101,0          | FM4           | __FM4___  |            | A213   | –                | 2,6 (1,3/1,3) | D (250°–100°)                            | H / V                                    |

Digitaler Hörfunk (DAB+): Vom Sender Rauchkofel erfolgt noch kein koordiniertes Gleichwellennetz mit anderen Sender.

### Digitales Fernsehen (DVB-T2)
Bis zur Umstellung auf DVB-T2 wurden folgende Programme per DVB-T verbreitet.
| Kanal | Frequenz (in MHz) | Multiplex                   | Programme im Multiplex                                    | ERP (in kW) | Polarisation horizontal (H) / vertikal (V) | Modulations- verfahren | FEC | Guard- intervall | Bitrate (in MBit/s) |
| ----- | ----------------- | --------------------------- | --------------------------------------------------------- | ----------- | ------------------------------------------ | ---------------------- | --- | ---------------- | ------------------- |
| 28    | 530               | ORS-Bouquet B               | - ORF III - ORF SPORT + - 3sat - Puls 4 - Servus TV       | 3           | V                                          | 16-QAM                 | 5/6 | 1/4              | 16,59               |
| 41    | 634               | ORS-Bouquet A Kärnten/Tirol | - ORF eins - ORF 2 (Kärnten) - ORF 2 (Tirol) (ztw.) - ATV | 3           | V                                          | 16-QAM                 | 3/4 | 1/4              | 14,93               |

## Analoges Fernsehen (PAL)
Vor der Umstellung auf DVB-T diente der Sendestandort weiterhin für analoges Fernsehen:
| Kanal | Frequenz (MHz) | Programm      | ERP (kW) | Sendediagramm rund (ND)/ gerichtet (D) | Polarisation horizontal (H)/ vertikal (V) |
| ----- | -------------- | ------------- | -------- | -------------------------------------- | ----------------------------------------- |
| 7     | 189,25         | ORF 1         | 0,3      | D                                      | H                                         |
| 41    | 631,25         | ORF 2 Tirol   | 15       | D                                      | H                                         |
| 49    | 695,25         | ORF 2 Kärnten | 6,5      | D                                      | H                                         |